# 風吹ジュン
風吹 ジュン（ふぶき ジュン、1952年5月12日 - ）は、日本の女優、アイドル、歌手。本名：堀川麗子。
富山県婦負郡八尾町（現・富山市八尾町）生まれ、富山県高岡市（小学生から中学2年まで）と京都市育ち。パパドゥ所属。高岡市立二上小学校～京都市立花山中学校卒業。

## 来歴・人物
高校教員の父と母の間に生まれるが、11歳小学校5年生の時に父が愛人を作り、両親が離婚。ここから人生が暗く傾斜していく。
中学校2年で母親の育児放棄に伴い、中学3年のとき、母方の親戚を頼り、母・兄と3人で京都に移り住む（暮らしは非常に貧しく、京都で住んでいた家は窓の裏が崖であった）。内職やアルバイトをする日々だったという。高校進学は母に拒否され家出、以降3年間自活し、京都で様々な仕事に就く。
18歳で上京し、飲食店などに勤務。1970年の秋から、1年間、銀座の高級クラブ「徳大寺」でホステスとなり、源氏名「レオ」として働いていたとき、客として来ていた芸能関係者にスカウトされる。
芸名は「風に吹かれたように出てきたから風吹」「語呂がいいからジュン」。「ハワイに行ったのが6月（June）で、風が強く吹いていたので、合わせて命名した」。
1973年に初代ユニチカマスコットガールに選ばれ、デイヴィッド・ハミルトン撮影によるポスター写真でマスメディアに浮上。1974年に「愛がはじまる時」で歌手デビューすると人気が爆発。キャッチフレーズは「噂のジュン」「星の国からやってきたジュン」で、この歌手デビュー時は、ギリギリ21歳だったが、ホステス時代を隠すため、19歳として売り出したことが後でスキャンダルの一つとなった。作家の但馬オサムによると、総じて歌唱力は低いとされている。風吹自身「私は歌が一番ヘタの横綱」と述べている。
人気は束の間で、1974年から2度に渡る事務所移籍問題を巡り、暴力団が介入して、風吹誘拐事件、失踪事件などのスキャンダルとなり、マスメディアが大騒ぎし、二重契約問題でCMを降ろされ、風吹自身も2年の年齢詐称や先の銀座のホステス経験、デビュー時のプロフィールでは「京都市立日吉ヶ丘高等学校卒」としていたことが嘘と発覚し、当時ついていた清純派歌手イメージが崩れた。清純派イメージが無くなると以降、ヌードも辞さず、1977年『白熱デッドヒート』で映画初出演すると1979年の『蘇える金狼』で松田優作とフルヌードで激しい濡れ場を演じ、ファンやマスメディアを驚かせ、また女優として高い評価を得た。清純派タレントが醜聞をテコに成長した例はそれまでほとんど無かった。スキャンダルを乗り越えた後はぶっちゃけるようになり、「17歳で初体験。以来、常に恋人はいました。男に尽くして仕事がだめになったことあります」などと話した。彼女は、所属事務所を辞めると決めていたが、1975年に『寺内貫太郎一家2』への出演が決まった。（出演が可能になったことについては、樹木希林の口添えがあったという。以降、樹木が亡くなるまで親交があった）
1981年に川添象郎と結婚。1男1女をもうけるも、1992年に離婚。娘と息子を引き取って育てる。2023年現在、娘・孫はアメリカ合衆国在住。

## 出演

### テレビドラマ

#### NHK
※特記以外は総合テレビ
- 土曜ドラマ
  - 鎌田敏夫シリーズ / 十字路 第一部第3話「沖縄編 自由」（1978年） - 時枝
  - 阿修羅のごとく（1979年） - 竹沢咲子
  - 一日三回食後に服用・よひんびん物語（1995年） - 玲子
  - 風のねがい（1997年） - 大野みどり
  - 空白を満たしなさい（2022年） - 土屋恵子[24]
  - リラの花咲くけものみち（2025年） - 牛久チドリ[25]
- 立花登 青春手控え（1982年） - お英
- 好色一代男 おらんだ西鶴（1985年10月19日） - お春
- 腕におぼえあり（1992年） - 細谷文
- 連続テレビ小説
  - ひまわり（1996年） - 潮見（矢口）桂子
  - ほんまもん（2001 - 2002年） - 山中千里
  - あさが来た（2015 - 2016年） - 白岡よの
  - 半分、青い。（2018年） - 楡野廉子 / ナレーション
- 我等の放課後（1996年）
- 物書同心いねむり紋蔵（1998年） - 藤木里
- 昨日の敵は今日の友（2000年） - 井上里美
- 死者からの手紙（2001年） - 立花香織
- 精霊流し〜あなたを忘れない〜（2002年） - 大石節子
- 転がしお銀（2003年） - 梅弥
- R.P.G.〜作られた家族の秘密〜（2003年） - 石津ちか子
- トキオ 父への伝言（2004年） - 東條須美子
- 理想の生活（2005年） - 等々力雅美
- ウォーカーズ〜迷子の大人たち（2006年） - 寺島靖子
- 大河ドラマ
  - 風林火山（2007年） - 大井夫人
  - 八重の桜（2013年） - 山本佐久
- 幸福のスープはいかが?（2009年） - 田尾美恵子
- ツレがうつになりまして。（2009年） - 小諸里子
- 四十九日のレシピ（2011年） - 熱田乙美
- 55歳からのハローライフ（2014年） - 高巻淑子
- 鵜飼いに恋した夏（2014年、BSP） - 笹本葉子
- 二十歳と一匹（2015年） - 藤原富美子
- 四十八人目の忠臣（2016年） - 梅嶺院
- みかづき（2019年） - 赤坂頼子
- 正直不動産（2022年） - 松井節子
- 今度生まれたら（2022年、BSP・BS4K） - 高梨公子
- オリバーな犬、 (Gosh!!) このヤロウ Season2（2022年） - 小西佳代子[26]
- 満天のゴール（2023年、BS4K） - 早川順子 役[27]
- 照子と瑠衣（2025年） - 主演・照子（夏木マリとダブル主演）[28]

#### 日本テレビ系
- 前略おふくろ様（1976年 - 1977年） - 鈴木春子
- 土曜グランド劇場
  - 魔女と呼ばれる占い師は自己革命を夢みてた（1977年） - 時江（雪ん子）
  - 大人のキス（1993年） - 小島祥子
- 大都会 PARTII（1978年） - 山崎（沼田）洋子
- 大追跡（1978年） - ナツコ
- 熱中時代（1978年） - 東和美
- 探偵物語（1980年） - 滝田ハナコ
- 火曜サスペンス劇場
  - 花氷 －野望の果て－（1982年3月30日） - 霜井登代子
  - 特別病棟の女・私は復讐だけを生きがいに生きてきた（1982年9月14日） - 森下裕子[29]
  - 麗猫伝説（1983年8月30日） - 陽子
  - 土地狂乱殺人事件（1987年12月8日） - 藤木夕子
  - さらわれたい女（1992年9月1日）
  - 逃げたい女（1993年4月20日）
  - 名無しの探偵9（1993年6月1日） - 園田いつみ
  - 言えない関係（2002年11月19日） - 相川光子
- 木曜ゴールデンドラマ「目撃者ご一報ください」（1983年7月21日、よみうりテレビ） - 加藤まさ枝
- 綺麗になりたい（1992年） - 朝山杏子
- 俺たちの旅（1999年） - 中谷美保
- 父さんの夏祭り（2002年） - 森脇由紀子
- テージセー 〜1461日の記憶〜（2007年） - ナレーション
- 働くゴン!（2009年） - 篠田伽帆
- 離婚シンドローム（2010年） - 鈴木静子
- 母になる（2017年） - 柏崎里恵

#### TBS系
- ママはライバル（1973年） - 花屋の店員[要出典]（クレジット表記なし）
- 若い!先生（1974年） - 葉山ミキ
- 寺内貫太郎一家2（1975年） - 寺内節子
- ばあちゃんの星（1975年） - れい子
- 花吹雪はしご一家（1975年） - 妊婦・あき
- 美しき殺意（1976年）
- 江戸特捜指令 第8話「轟く死の音!恐怖のエレベーター」（1976年、毎日放送）
- 冬の運動会（1977年） - 北沢直子
- 岸辺のアルバム（1977年） - 篠崎雅江（哀愁）
- Gメン'75
  - 第126話「南シナ海の殺し屋」・第127話「マカオの殺し屋」（1977年） - 松村アキコ
  - 第158話「警官だけを殺せ! 」・第159話「刑事が銃殺される時」（1978年） - 白川理沙
- オレンジ色の愛たち（1979年）
- 源氏物語（1980年）
- 港町純情シネマ(1980年)
- 再会の海（1980年）
- ひまわりの歌（1981年）
- ザ・サスペンス 松本清張の馬を売る女（1982年） - 星野花江
- 愛の風、吹く（1985年） - スナック「漁火」のママ
- ママはアイドル!（1987年） - 時田ゆか子
- パパはニュースキャスター（1987年） - 竹田静子
- ぼくの姉キはパイロット!（1987年） - 三浦桃子
- 若奥さまは腕まくり!（1988年） - 川添光江
- 愛し方がわからない（1989年） - 波子
- ママってきれい!?（1991年） - 影山ユリコ
- 夏の嵐!（1992年） - 山内志保
- デザートはあなた（1993年） - 野口もえこ
- 向田邦子新春シリーズ 風を聴く日（1995年） - 柿沼品子
- きのうの敵は今日も敵（1995年） - 井上里美
- 理想の上司（1997年） - 坂本いずみ
- 青の時代（1998年） - 安積満江
- 年下の男（2003年） - 山口花枝
- オレンジデイズ（2004年） - 萩尾ゆり子
- 輪舞曲（2006年） - 金山恵子
- 歌姫（2007年） - 岸田浜子
- あんどーなつ（2008年） - 月岡光子
- 最後の赤紙配達人〜悲劇の召集令状64年目の真実〜（2009年） - 寺田駒野
- ママとパパが生きる理由。（2014年） - 麻見槙子
- 家族ノカタチ（2016年） - 熊谷律子[30]
- 日本沈没-希望のひと-（2021年） - 天海佳恵
- 石子と羽男-そんなコトで訴えます?-（2022年） ‐ 有森万寿江

#### フジテレビ系
- 華麗なる刑事（1977年） - 野田さなえ
- 同心部屋御用帳 江戸の旋風IV 第17話「若い狼たち」（1979年） - お久美
- セーラー服と機関銃（1982年） - 三大寺真由美
- 北の国から '83冬（1983年） - 沢田妙子
- ライスカレー（1986年） - 加納朋子
- パパ!かっこつかないゼ（1990年） - 磯野（宮下）美奈子
- 新宿サラ金物語（1992年）
- ひとつ屋根の下（1993年） - 中川京子
- この愛に生きて（1994年） - 奥脇春絵
- 最高の片思い（1995年） - 加藤佐和子
- ピュア（1996年） - 折原孝子
- 降霊秋の恐怖スペシャル「降霊～ウ・シ・ロ・ヲ・ミ・ル・ナ～」（1999年、関西テレビ） - 主演・佐藤純子 役（役所広司とW主演）
- 愛をください（2000年） - 長沢杏子
- ムコ殿2003（2003年） - 鮫肌芙美子
- みんな昔は子供だった（2005年、関西テレビ） - 高木ナツ
- 飛鳥へ、そしてまだ見ぬ子へ（2005年） - 沢村サト
- わたしたちの教科書（2007年） - 雨木真澄
- トライアングル（2009年） - 葛城清子
- 黒部の太陽（2009年） - 滝山ふじ江
- 婚カツ!（2009年） - 溝口静子
- 素直になれなくて（2010年） - 水野祥子
- 2夜連続 松本清張スペシャル 球形の荒野（2010年） - 野上孝子
- それでも、生きてゆく（2011年） - 遠山隆美
- フリーター、家を買う。（2011年） - 千葉小百合
- デート〜恋とはどんなものかしら〜（2015年） - 谷口留美[31]
  - 2015夏 秘湯（2015年）
- 金曜プレステージ 故郷 〜娘の旅立ち〜（2011年） - 佐伯美砂代
- モンテ・クリスト伯 -華麗なる復讐-（2018年） - 柴門恵
- 大豆田とわ子と三人の元夫（2021年） - 國村真
- 終幕のロンド -もう二度と、会えないあなたに-（2025年放送予定） - 鮎川こはる[32]

#### テレビ朝日系
- 破れ傘刀舟 悪人狩り（1975年） - おみよ
- 土曜ワイド劇場
  - 二人の夫をもつ女（1977年）
  - 松本清張の山峡の章（1981年）
  - 西村京太郎トラベルミステリー「終着駅殺人事件」（1981年） - 村上陽子
  - 松本清張の書道教授・消えた死体（1982年） - 神谷文子
  - 横溝正史の鬼火 仮面の男と湖底の女（1983年）
  - 松本清張の断線（1983年） - 浜井乃里子
  - 運命の銃口（1992年） - 神谷佐智子
- 浮浪雲 第9話（1978年）
- 江戸プロフェッショナル 必殺商売人 第2話「誘拐されて女よろこぶ」（1978年、朝日放送） - おうら
- チェックメイト78 第14話「警部、罠を掛ける」（1979年、朝日放送）
- 特捜最前線
  - 第215話「シャムスンと呼ばれた女!」（1981年） - 幸田シャムスン
  - 第291話「わらの女・哀愁の能登半島!」・第292話「わらの女II・風に乗る御陣乗太鼓!」（1982年） - 美奈子
- はみだし刑事情熱系（1996 - 2004年） - 根岸玲子
- ふしぎなメルモ（2000年） - メルモの母
- ひかりのまち（2000年） - 倉島加代子
- サトラレ（2002年） - 里見弘子
- ぼくらはみんな生きている（2003年） - 沢村幸恵
- 半落ち（2007年） - 梶啓子
- HTBスペシャルドラマ「ミエルヒ」（2009年、北海道テレビ） - 越田厚子
- 愛・命 〜新宿歌舞伎町駆け込み寺〜（2011年） - 徳永たま
- 13歳のハローワーク（2012年） - 東唄子
- 灰色の虹（2012年） - 江木聡子
- 最も遠い銀河（2013年） - 渡鈴子
- 松本清張 黒い福音〜国際線スチュワーデス殺人事件〜（2014年） - 星野佳代子
- アイムホーム（2015年） - 家路梓
- やすらぎの郷（2017年） - 菊村律子
- 誘拐法廷〜セブンデイズ〜（2018年） - 高嶺文子
- やすらぎの刻〜道（2019年） - 菊村律子 / 根来しの（二役）
- ドクターY〜外科医・加地秀樹〜（2021年） - 成瀬鮎子
- となりのチカラ（2022年） - 柏木清江
- リエゾン -こどものこころ診療所-（2023年） - 佐山りえ[33]

#### テレビ東京系
- プレイガール 第239話「裸女深海の決闘」（1973年） - ジュン
- じんじんの仁（1974年） - 桜小路マリ子
- 豊臣秀吉 天下を獲る!（1995年） - 高台院
- おじいさんの台所（1997年） - 佐藤和美
- 神様のカルテ（2021年） - 安曇清子
- 女と愛とミステリー
  - 「警視庁・樋口警部補」（2003年 - 2004年） - 樋口恵子
  - 「十年・妻が夫を裏切った日」（2004年1月25日） - 漆原冴子[34]

#### WOWOW
- 戦力外通告（2009年） - 宇津木恵里子
- 遠い日のゆくえ（2011年） - 沢村喜和子
- 坂の途中の家（2019年） - 山咲里子
- 有村架純の撮休（2020年） - 有村由美子
- 両刃の斧（2022年） - 柴崎三輪子
- 0.5の男（2023年） - 立花恵子 役[35]
- ゴールドサンセット（2025年） - 太田紀江 役[36]

#### その他
- 闇の狩人（2014年、時代劇専門チャンネル） - おしま
- 橋ものがたり「約束」（2024年2月3日、時代劇専門チャンネル）[37]

### 映画
- 白熱デッドヒート（1977年） - 志田真木
- 原子力戦争（1978年） - 青葉翼
- 火の鳥（1978年） - オロ
- 九月の空（1978年） - 姉・世津子
- 蘇える金狼（1979年） - 永井京子
- 五番町夕霧楼（1980年） - 敬子
- はだしのゲン PART3 ヒロシマのたたかい（1980年） - 野村スミ子
- 獣たちの熱い眠り（1981年） - 清水孝子
- 春桜 ジャパネスク（1984年） - 桜の化身
- バカヤロー!2 幸せになりたい。 第一話「パパの立場もわかれ」（1989年） - 岡田夏子
- 無能の人（1991年） - 助川モモ子
- ザ・中学教師（1992年） - 足立常子
- 男はつらいよ 寅次郎の青春（1992年） - 蝶子
- 水の旅人 侍KIDS（1993年） - 楠林優子
- 毎日が夏休み（1994年） - 林海寺良子
- ガメラ 大怪獣空中決戦（1995年） - 買い物の主婦（友情出演）
- 時の輝き（1995年） - 神埼由花のママ
- あした（1995年） - 貢の母
- 恋と花火と観覧車（1997年） - 森原のぞみ
- 釣りバカ日誌9（1997年） - 庄野茜
- 麗猫伝説 劇場版（1998年） - 陽子
- コキーユ・貝殻（1999年） - 早瀬直子 ※報知映画賞主演女優賞
- 金融腐蝕列島〔呪縛〕（1999年） - 北野今日子
- カリスマ（2000年） - 神保美津子
- ホーム・スイートホーム（2000年） - 山下菊子
- スリ（2000年） - 松浦鈴子
- 回路（2001年） - 工藤ミチの母
- マヌケ先生（2001年） - 辰村千栄子
- 降霊 KOUREI（2001年） - 主演・佐藤純子 役（役所広司とW主演）[注 3]
- 夜を賭けて（2002年） - 金敬子
- ぷりてぃ・ウーマン（2003年） - 森下裕子
- 手紙（2002年） - 大森早穂子
- 偶然にも最悪な少年（2003年） - 精神科の女医
- かまち（2004年） - 山田千鶴子
- 理由（2004年） - 小糸静子
- サヨナラCOLOR（2005年） - 未知子の母
- タッチ（2005年） - 上杉晴子
- 鳶がクルリと（2005年） - 飯野圭子
- ベロニカは死ぬことにした（2006年） - ショウコ
- ゴーヤーちゃんぷるー（2006年） - 村岡喜美子
- ハリヨの夏（2006年） - 大島敦子
- 魂萌え!（2007年） - 関口敏子
- 包帯クラブ（2007年） - 本橋阿花里（テンポ）の母
- イキガミ（2008年） - 滝沢和子
- イエスタデイズ（2008年） - 柳田節子
- 女の子ものがたり（2009年） - 藤井里美
- 最後の忠臣蔵（2010年） - 茅野きわ
- 僕と妻の1778の物語（2011年） - 片岡晴子
- ジーン・ワルツ（2011年） - 山咲みどり
- 八日目の蟬（2011年） - 沢田昌江
- 冬の日（2011年）
- 遠い日のゆくえ（2011年） - 沢村喜和子
- うさぎドロップ（2011年） - 河地良恵
- 赤い季節（2012年）- 陽子
- つやのよる ある愛に関わった、女たちの物語（2013年） - 橋川サキ子
- 東京家族（2013年） - かよ
- 真夏の方程式（2013年） - 川畑節子
- 永遠の0（2013年） - 佐伯清子
- そして父になる（2013年） - 野々宮のぶ子
- 抱きしめたい -真実の物語-（2014年） - 山本つかさの母
- 海街diary（2015年） - 二ノ宮さち子
- 家族はつらいよ（2016年） - 居酒屋「かよ」の女将[38]
  - 家族はつらいよII（2017年）
  - 妻よ薔薇のように 家族はつらいよIII（2018年）
- 武曲 MUKOKU（2017年） - 大野三津子[39]
- そらのレストラン（2019年） - 大谷佐弥子[40]
- マチネの終わりに（2019年） - 小峰信子 役[41]
- 浅田家!（2020年） - 浅田順子 [42]
- Arc アーク（2021年） - 芙美[43]
- 先生、私の隣に座っていただけませんか?（2021年） - 下條真由美[44]
- 鋼の錬金術師シリーズ - ピナコ・ロックベル 
  - 鋼の錬金術師 完結編 復讐者スカー（2022年）[45]
  - 鋼の錬金術師 完結編 最後の錬成（2022年）[45]
- 裸足で鳴らしてみせろ（2022年） - 柳瀬美鳥 役
- ちひろさん（2023年） - 多恵 役[46]
- 658km、陽子の旅（2023年） - 木下静江 役[47]
- 愛に乱暴（2024年） - 初瀬照子[48]
- アイミタガイ（2024年）[49]
- 知らないカノジョ（2025年） - 前園和江 役[50]
- ドールハウス（2025年） - 鈴木敏子[51]
- 沈黙北極海大海戦（2025年公開予定） - 海渡真知子[52]

### 劇場アニメ
- SPACE ADVENTURE コブラ（1982年） - ドミニク[53]
- 紫式部 源氏物語（1987年） - 朧月夜
- ゲド戦記（2006年） - テナー[54]
- コクリコ坂から（2011年） - 松崎良子
- 君たちはどう生きるか（2023年） - うたこ 役[55]

### ドキュメンタリー
- KNB開局60周年記念番組「還暦の同窓会〜風吹ジュン45年ぶりの帰郷〜」（2012年9月30日、北日本放送制作）[56]
- 「天空の剱〜風吹ジュン 北アルプス屈指の岩峰へ〜」（2019年11月3日、北日本放送制作、BS日テレ）[57]

### バラエティ
- 世界ふれあい街歩き（NHK総合）ナレーション
- 団塊スタイル（NHK教育）キャスター
- ハイビジョン特集「津軽　雪の里」（NHK BShi）ナレーション
- シャボン玉プレゼント（朝日放送テレビ、1974年）
- マツコの知らない世界（TBS、2018年12月18日）※「中国茶の世界」としてマツコ・デラックスと初共演。
- ファミリーヒストリー（NHK総合、2024年）
- 知られざる京都旅「都のありがたい国宝巡り」（BS朝日、2025年1月23日）- 旅人

### CM
- アサヒ飲料『三ツ矢サイダー』（1974年） - 40年後の2014年に再度出演[58]。
- 牛乳石鹸
- クボタ
- 東武百貨店
- 学生援護会 『サリダ』（1989年）
- 花王 『ソフィーナ』（1993年 - 1996年）
- チョーヤ 『梅酒』（1994年） - 蟹江敬三と共演
- ミツカン
  - 『味ぽん・ゆずぽん』（1994年） - 西田敏行と共演
  - 『八方だし』（2018年） - 本仮屋ユイカと共演
- 本田技研工業 『ラクーン』（1995年）
- 明星食品 『チャルメラ』（1995年）
- KDD（現・KDDI）国際電話（1996年） - 伊武雅刀、下条正巳、風見章子と共演
- 日産自動車 『サニー』（1997年） - 柄本明と共演
- グンゼ 『快適工房』
- 大正製薬 『ナロンエース』（1998年 - 2005年）[59]
- 月桂冠 『月』（ - 2002年）[59]
- カネボウ化粧品 『エビータ』（ - 2012年）[59]
- NTT東日本 『フレッツフォン』（2004年 - 2005年）[59]
- ワコール『通販カタログ』（2008年）[59]
- 財務省『個人向け国債』（2013年）[59]
- アートネイチャー『ふわりなでしこララ』（2016年）[59]
- ハイネスコーポレーション シニア向け分譲マンション「中楽坊」（2020年）[60]
- 日本マクドナルド 「ピクルスのリレー」編（2022年 - ） - 尾野真千子と共演[61]
- 資生堂 『PRIOR（プリオール）』（2022年8月21日 - ） - 常盤貴子と共演[62]
- グラクソ・スミスクライン 「家族で話そう、帯状疱疹。」（2023年） - 井上真央と共演[63]

### 配信ドラマ
- 1122 いいふうふ（2024年配信予定） - 山根奈々 役[64]

## ディスコグラフィ

### シングル
- 全てユニオンレコードからリリース。

| # | 発売日          | A/B面 | タイトル       | 作詞       | 作曲       | 編曲       | 規格品番 |
| - | --------------- | ----- | -------------- | ---------- | ---------- | ---------- | -------- |
| 1 | 1974年 5月1日   | A面   | 愛がはじまる時 | 有馬三恵子 | 平尾昌晃   | 馬飼野俊一 | US-819   |
| 1 | 1974年 5月1日   | B面   | 夏のふれあい   | 有馬三恵子 | 平尾昌晃   | 馬飼野俊一 | US-819   |
| 2 | 1974年 8月1日   | A面   | 涙に微笑みを   | 有馬三恵子 | 平尾昌晃   | 竜崎孝路   | US-823   |
| 2 | 1974年 8月1日   | B面   | 愛の雨音       | 有馬三恵子 | 平尾昌晃   | 馬飼野俊一 | US-823   |
| 3 | 1974年 10月25日 | A面   | ふたりの舗道   | 有馬三恵子 | 馬飼野俊一 | 馬飼野俊一 | US-826   |
| 3 | 1974年 10月25日 | B面   | 私はかもめ     | 有馬三恵子 | 竜崎孝路   | 竜崎孝路   | US-826   |
| 4 | 1975年 5月5日   | A面   | 23才           | 安井かずみ | 三木たかし | 三木たかし | US-837   |
| 4 | 1975年 5月5日   | B面   | こころ半分     | 安井かずみ | 三木たかし | 三木たかし | US-837   |

### アルバム

#### ベスト・アルバム
- 風吹ジュン ゴールデン☆ベスト（2012年8月22日／TECE-1123）

### タイアップ曲
| 年     | 楽曲 | タイアップ                                 |
| ------ | ---- | ------------------------------------------ |
| 1975年 | 23才 | TBS系テレビドラマ「寺内貫太郎一家2」挿入歌 |

## 著書
- 風吹ジュン『コツコツドカン』マガジンハウス（原著2002年10月1日）。ISBN 978-4838712649。 (エッセイ)
- 風吹ジュン『風吹ジュンスタイル』マガジンハウス（原著2012年9月27日）。ISBN 978-4838724901。  (エッセイ)

## 写真集
- 絹の風（1982年 デイヴィッド・ハミルトン撮影）ASIN B01GNKAEC4